# Ezequiel Garré
Ángel Ezequiel Garré (Buenos Aires, Argentina, 10 de noviembre de 1981) es un exfutbolista argentino. Jugaba de defensor y su último equipo fue Club Atlético Tigre, de la Segunda División de Argentina.

## Vida personal
- Es el hijo mayor del técnico Oscar Garré y hermano del futbolista Emiliano Garré.

## Clubes
| Club                   | País      | Año              |
| ---------------------- | --------- | ---------------- |
| Huachipato             | Chile     | 2003             |
| Portimonense           | Portugal  | 2003-2004        |
| Chacarita Jrs          | Argentina | 2005             |
| San Martín (M)         | Argentina | 2006             |
| Ilisiakos              | Grecia    | 2006-2007        |
| Gimnasia y Esgrima (J) | Argentina | 2007             |
| Ilisiakos              | Grecia    | 2008-2009        |
| CAI                    | Argentina | 2009-2010        |
| Almirante Brown        | Argentina | 2011-2014        |
| Argentinos Jrs         | Argentina | 2014-2015        |
| Patronato              | Argentina | 2016             |
| Huracán                | Argentina | 2016-2017        |
| Tigre                  | Argentina | 2018 en adelante |

## Palmarés
| Ascenso                          | Club               | Año  |
| -------------------------------- | ------------------ | ---- |
| Campeonato de Primera B Nacional | Argentinos Juniors | 2014 |